# Eocollis arcanus
Eocollis arcanus är en hakmaskart som beskrevs av Van Cleve 1947. Eocollis arcanus ingår i släktet Eocollis och familjen Neoechinorhynchidae. Inga underarter finns listade i Catalogue of Life.